# Куйде-де-Вила-Верде
Куйде-де-Вила-Верде (порт. Cuide de Vila Verde)  —  населённый пункт и район в Португалии,  входит в округ Виана-ду-Каштелу. Является составной частью муниципалитета  Понте-да-Барка. По старому административному делению входил в провинцию Минью. Входит в экономико-статистический  субрегион Минью-Лима, который входит в Северный регион. Население составляет 338 человек на 2001 год. Занимает площадь 3,71 км².